# Горбов, Иван Степанович
Иван Степанович Горбов (умер 26 октября 1707, в Освее) — генерал-майор русской кавалерии, участник Северной войны.

## Биография
В начале Северной войны был генерал-адъютантом русского генерал-фельдмаршала Б. П. Шереметева. В 1703 году возглавил собственный драгунский полк (впоследствии Пермский драгунский полк), в 1706 году отличился при Гродненском отступлении, получил чин бригадира, с 1707 года — генерал-майор.
Умер 26 октября 1707 года в Освее (Великое княжество Литовское).